# Földes
Földes – miasto na Węgrzech, w komitacie Hajdú-Bihar, we wschodnim rejonie „północnych wielkich równin”.